# NGC 3057
NGC 3057 is een balkspiraalstelsel in het sterrenbeeld Draak. Het hemelobject werd op 26 september 1802 ontdekt door de Duits-Britse astronoom William Herschel.

## Synoniemen
- UGC 5404
- MCG 14-5-10
- DDO 67
- ZWG 364.15
- IRAS 09596+8032
- PGC 29296